# Pfarrkirche Wenigzell

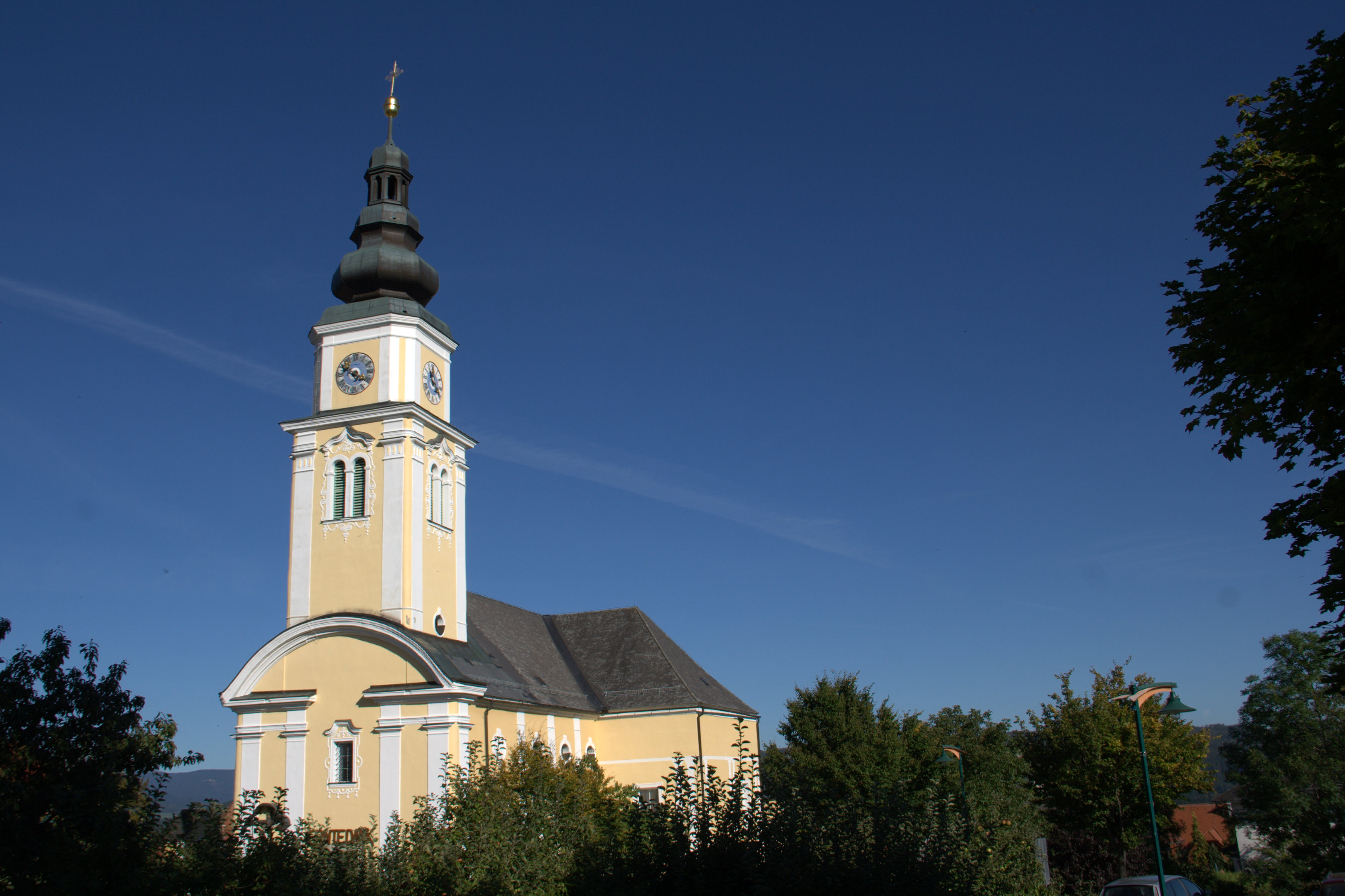
Katholische Pfarrkirche hl. Margareta in Wenigzell

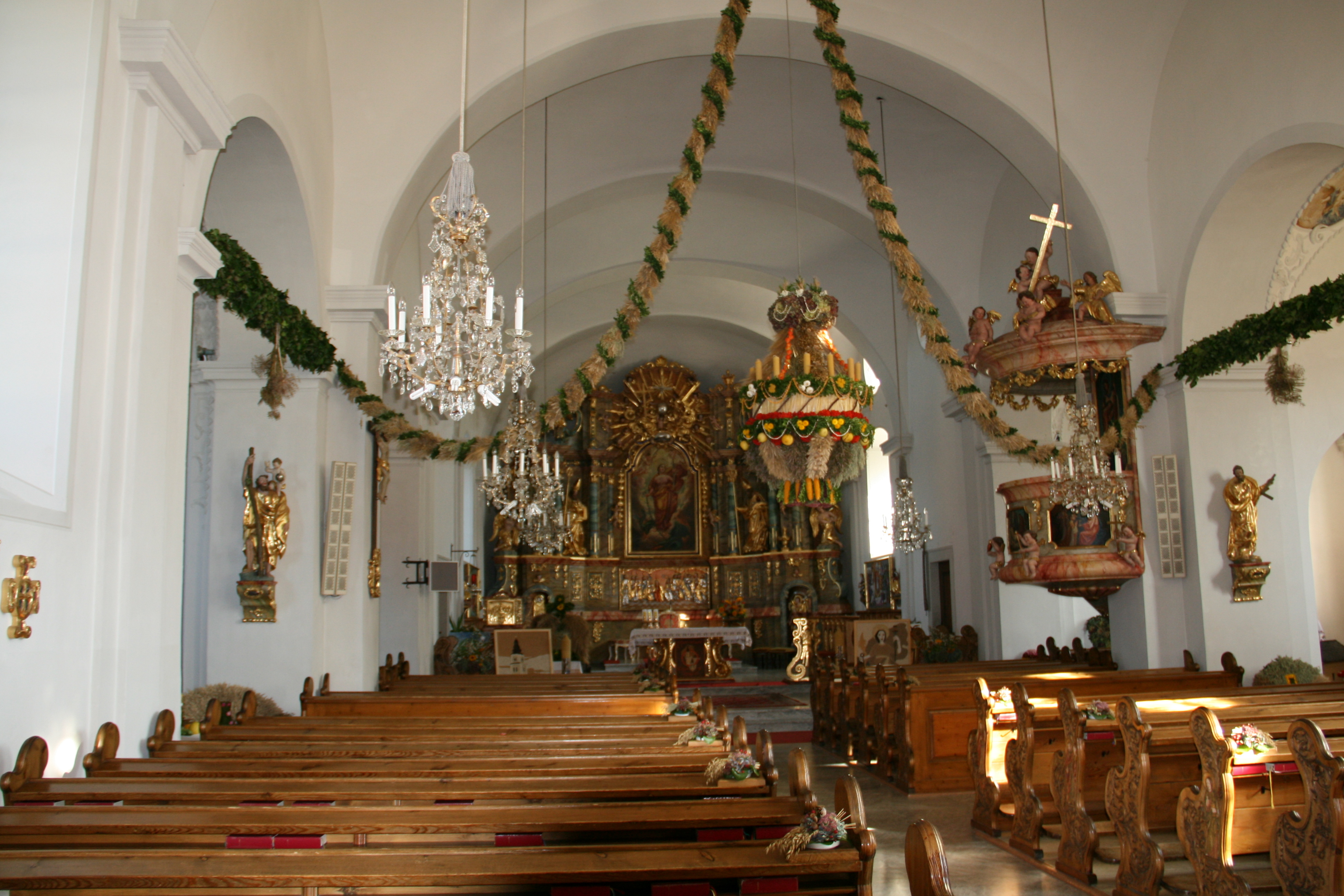
Im Langhaus zum Chor

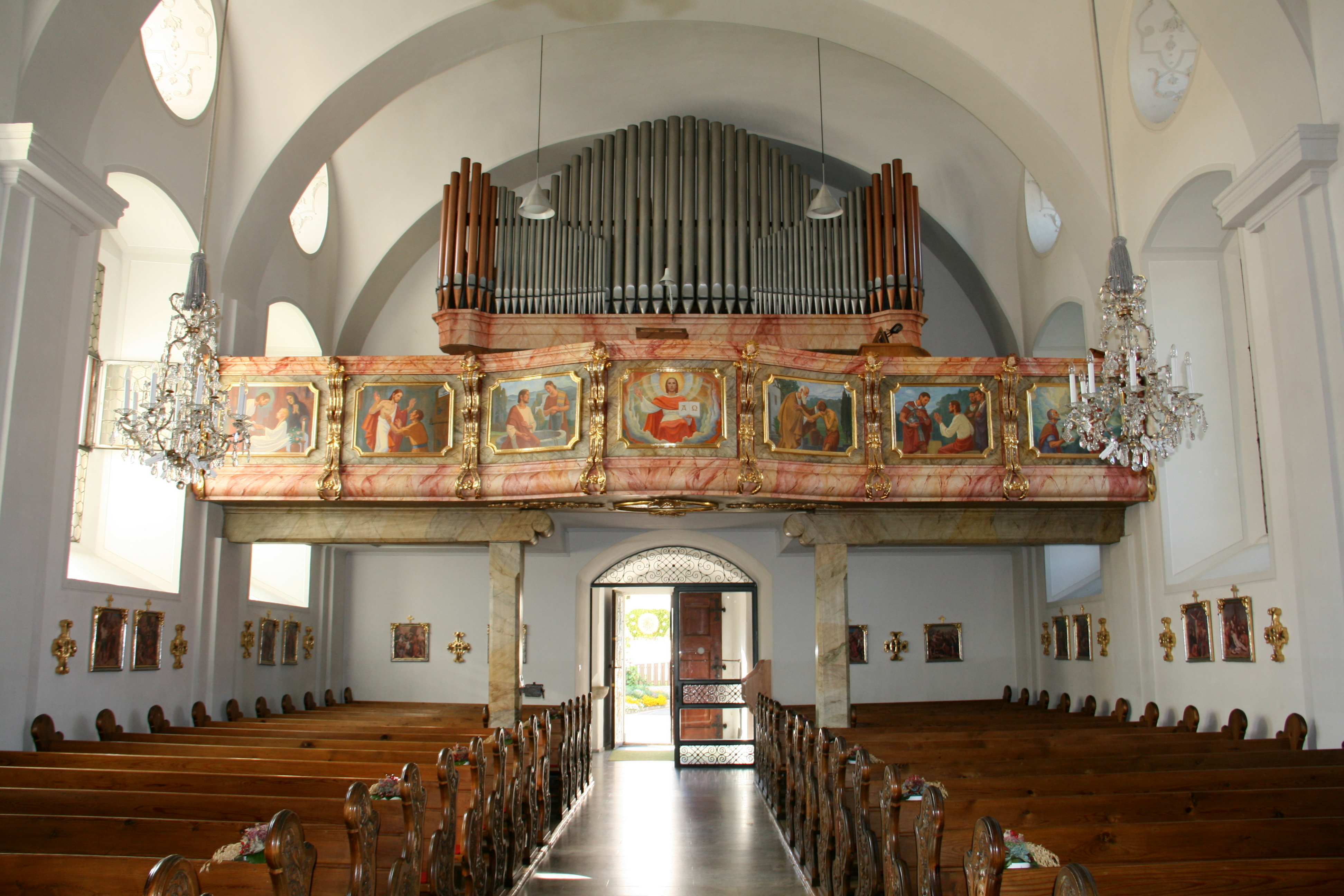
Im Langhaus zur Orgelempore

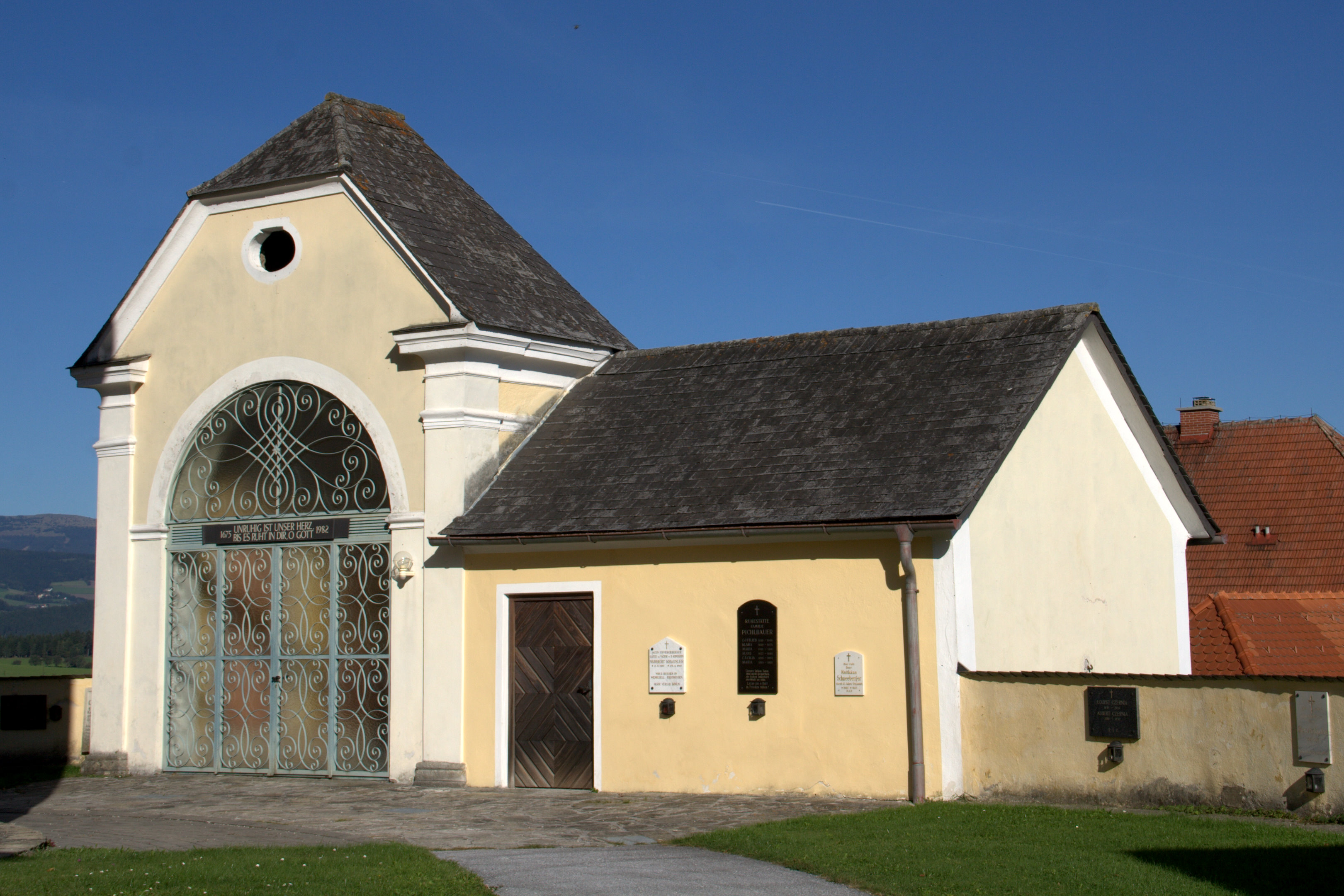
Kreuzkapelle mit Mesnerhaus

Die Pfarrkirche Wenigzell steht in der Gemeinde Wenigzell im Bezirk Hartberg-Fürstenfeld in der Steiermark. Die der heiligen Margareta von Antiochia geweihte Pfarrkirche – dem Stift Vorau inkorporiert – gehört zum Dekanat Vorau der Diözese Graz-Seckau. Die Kirche und die Kirchhofmauer mit einer Nischenkapelle stehen unter Denkmalschutz (Listeneintrag).

## Geschichte
Eine Kapelle wurde 1209 urkundlich genannt. Die Kirche wurde dem Stift Vorau inkorporiert und im 13. Jahrhundert zur Pfarrkirche erhoben. Wegen der Entstehung einer Wallfahrt zum hl. Patritius wurde die Kirche von 1730 bis 1735 nach den Plänen des Baumeisters Andreas Strassgietl erweitert. Im Kriegsgeschehen im April 1945 wurde die Kirche schwer beschädigt. Die barocke Innenausstattung ist verbrannt. Die Kirche wurde 1946 wiederaufgebaut und in den folgenden Jahren neu ausgestattet. 1960/1961 wurde die Kirche innen und 1968 außen restauriert.

## Architektur
Der Kirchenbau hat einen kreuzförmigen Grundriss mit einem quadratischen Westfrontturm mit einer umlaufenden Pilastergliederung. Der zweijochige Chor schließt mit einem Halbkreisschluss. Über dem Westportal ist ein Sgraffito Immaculata vom Maler Anton Fötsch (1951). Die Türflügel des Westportal schuf der Bildhauer Franz Weiss (1974).
Das Langhaus hat platzlgewölbte Joche, vom dritten und vierten Joche gehen geteilte Querschiffarme aus. Der ehemalige Deckenschmuck mit Bandlwerkstuck und die um 1735/1738 gemalten Fresken vom Maler Josef Georg Mayer sind zerstört, es gibt noch Stuckreste in den Laibungen der Ochsenaugenfenster und in den Querschiffarmen, in den Querschiffarmen befinden sich Kartuschenmalerein mit Szenen aus dem Leben des Heiligen Patritius, Maria, Josef, Leonhard vom Maler Karl Koch aus 1810/1811.

## Ausstattung
Die Einrichtung wurde weitgehend an den Barockstil angenähert erneuert. Der Hochaltar aus 1951 nach einem Entwurf und mit den Figuren schuf der Bildhauer Hans Neuböck, das Hochaltarbild hl. Margarethe malte Toni Hafner. Der Kanzelkorf ist aus 1958, die Figuren auf dem Schalldeckel aus dem 18. Jahrhundert wurden aus Miesenbach, Judenburg und Vorau hierher übertragen. Die Altäre in den Kapellen hl. Anna und hl. Sebastian aus dem dritten Viertel des 17. Jahrhunderts wurden aus Obdach hierher übertragen. Der Altar hl. Patritius zeigt ein Bild von Toni Hafner (1955). Der Tabernakel ist aus 1953. Die Pfeilerfiguren hl. Christophorus und hl. Josef entstanden 1971.
Die Orgel ist aus 1957.